# Galiote (navire)
Pour les articles homonymes, voir Galiote.

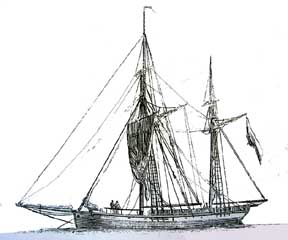
Galiotte, extraite du Dictionnaire de la Marine de Willaumez, 1831

Le nom galiotte, galiote, a été utilisé pour désigner trois types de navires de haute mer différents, ainsi qu'un type de bateau fluvial.

## Navires de mer

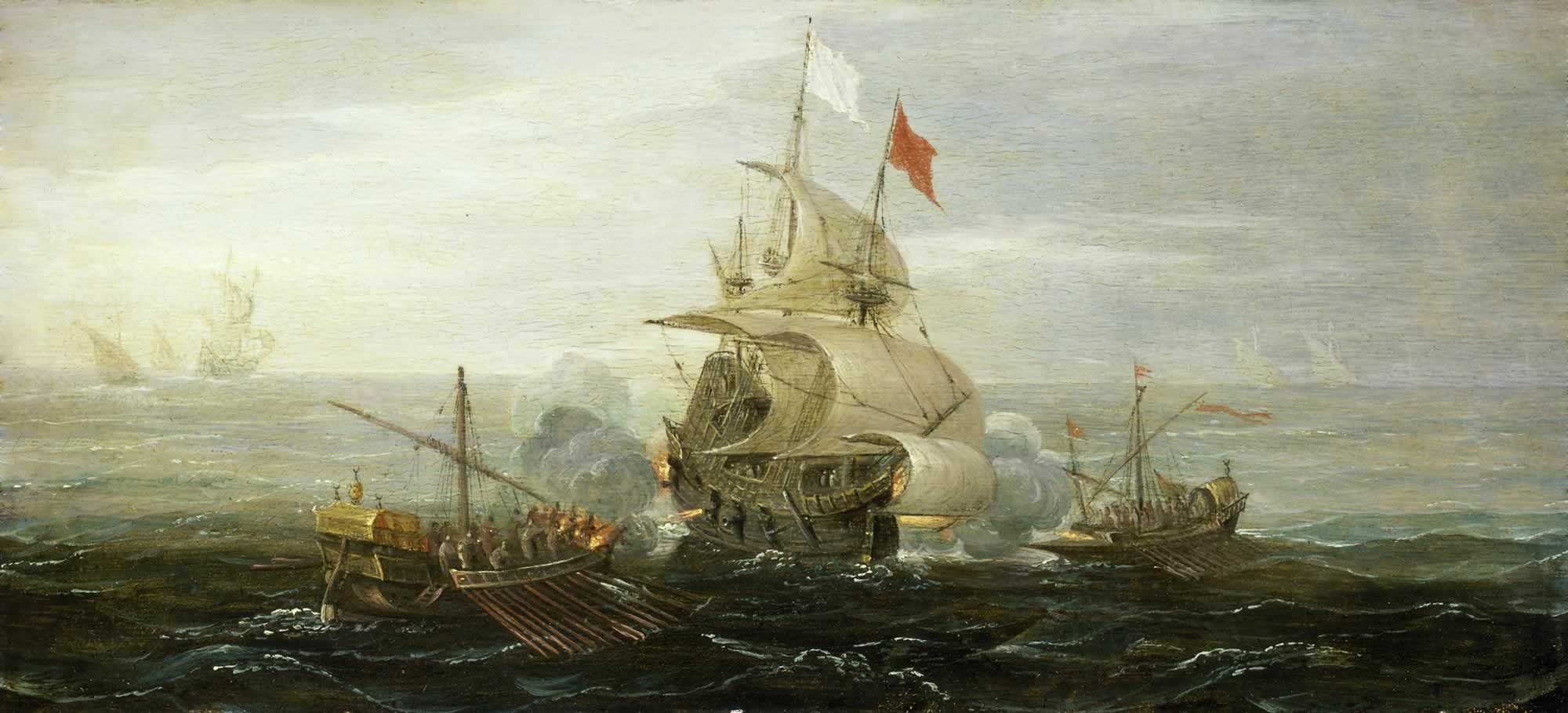
Navire français (au centre) attaqué par deux galiotes barbaresques. (vers 1615)

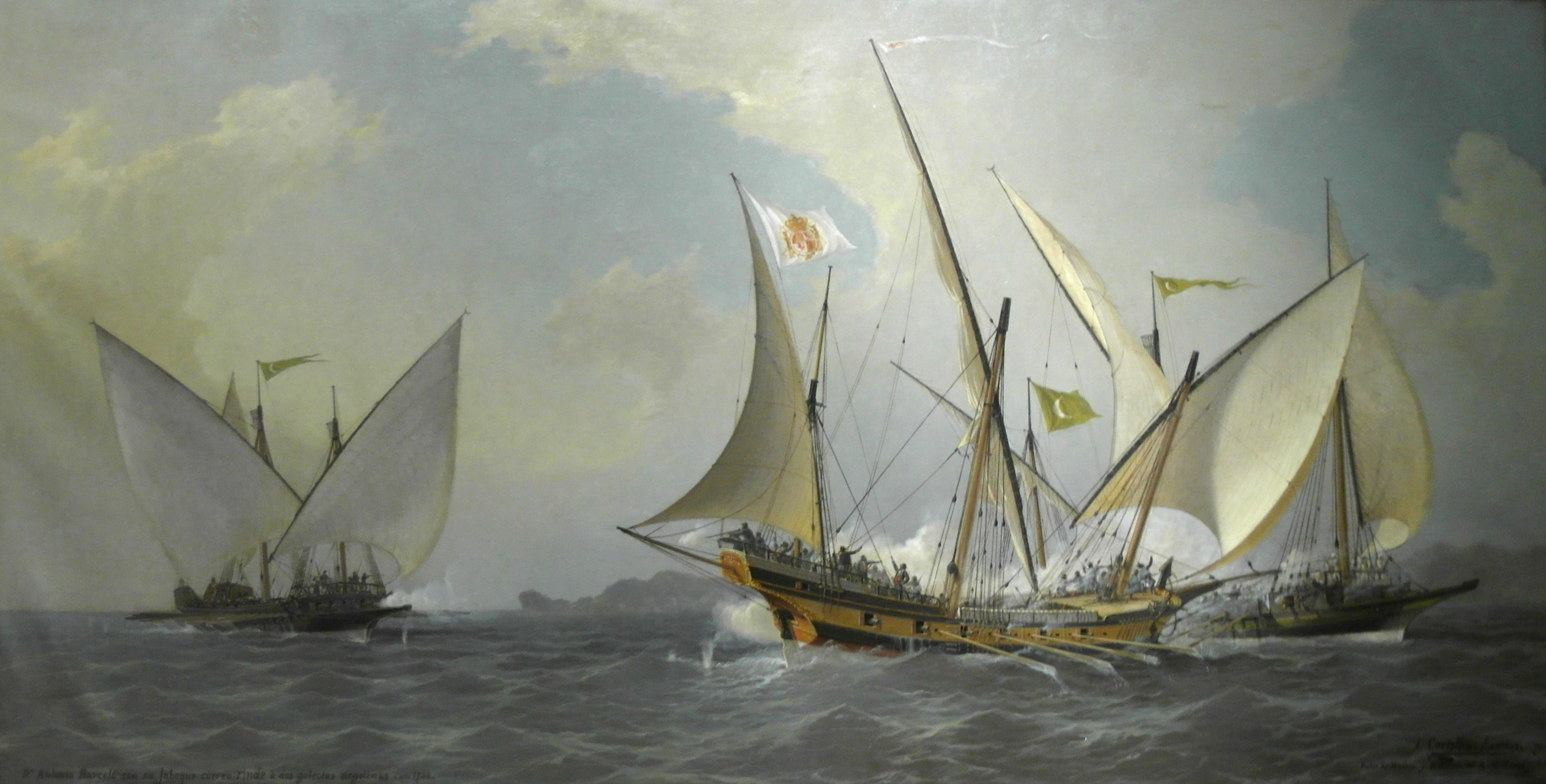
Chébec espagnol d'Antoine Barcelo (au centre) attaqué par deux galiotes algériennes (1738).

### En Méditerranée (XVIe-XVIIesiècle)
Ce terme désigne à l'origine une sorte de navire à rames, connu aussi sous le nom de demi-galère, ou fuste puis, à partir du XVIIe siècle, un voilier. La galiote porte 2 mâts avec voiles latines et 16 rangs de rames, environ. Elle est utilisée par Venise comme par les barbaresques.

### En Mer du Nord (XVIIesiècle)
Une galiote désigne un type de navire de commerce à voile hollandais, de 50 à 300 tonneaux, autant arrondi à l'avant qu'à l'arrière. Possédant un fond à peu près plat, permettant de naviguer dans des eaux peu profondes, les galiotes faisaient du cabotage en mer du Nord et en mer Baltique. Pour éviter de trop dériver, à cause de leur fond plat, elles portaient fréquemment une ou deux dérives latérales (voir également Scute).

### Dans les marines de guerre (XVIIe-XIXesiècle)
Une galiote à bombes désigne un type de navire de guerre, dérivé de la galiote du commerce, portant un ou plusieurs mortiers et destiné au bombardement de villes côtières (ancêtre du monitor).
En France elle fut inventée par Bernard Renau d'Eliçagaray en 1682.
La première, la Bombarde fut construite à Dunkerque, les trois suivantes au Havre et la dernière à Dunkerque. La Foudroyante entrée en service en 1695 jaugeait 445 tonneaux. Elles furent utilisées avec succès au siège d'Alger le 28 juillet 1682.[réf. nécessaire]
La marine du roi en possédait 10 jusqu'en 1689. Il n'y en avait plus que 8 en 1696.
Les britanniques lancent leur première galiote en 1687, HMS Salamander, sur un modèle similaire aux galiotes françaises. En 1688, est lancé HMS Firedrake. Chacun porte une paire de mortiers en bronze de 12 1/4 pouces. Ces navires ne donnant pas vraiment satisfaction, 4 autres seront construits à partir de 1693. En 1703, 3 d'entre eux ont été perdus en mer et le quatrième détruit par une explosion.
Durant la guerre de la Ligue d'Augsbourg, 8 navires sont achetés et convertis en galiotes. En 1695, neuf autres navires sont transformés. En 1703, seuls trois sont encore opérationnels.
Les deux navires de l'expédition Franklin, tragiquement disparue en tentant de forcer le Passage du Nord-Ouest, les HMS Erebus et HMS Terror (dont les épaves, conservées sous la glace ont été retrouvées en 2014) avaient commencé leur carrière comme galiotes à bombes en 1813 (Guerres Napoléoniennes).
Leur transformation en vaisseaux d'exploration arctique n'était pas un hasard: La Royal Navy , consciente du risque d'écrasement par la banquise arctique avait jeté son dévolu sur ces navires dont la charpente était exceptionnellement renforcée pour résister à l'ébranlement du  recul des mortiers montés à même le pont, sans les roulettes et les bragues des canons maritimes de l'époque.

## Bateau fluvial

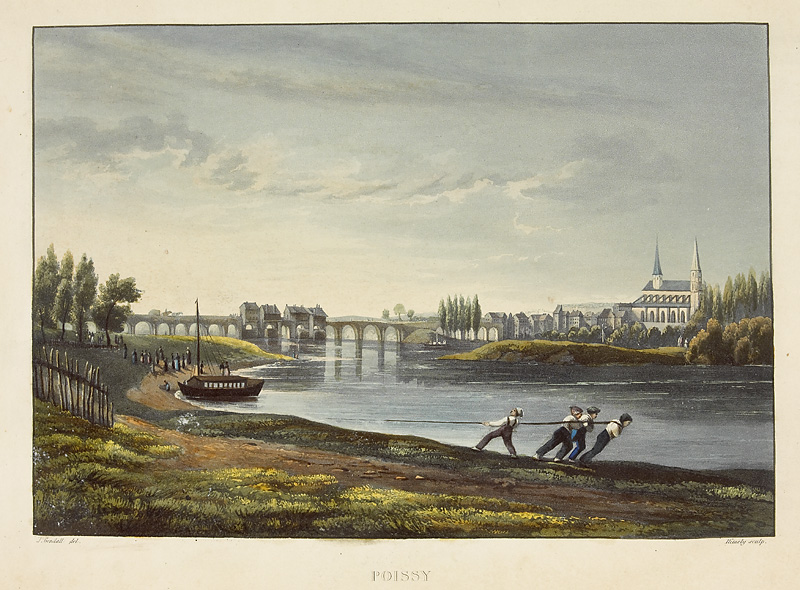
La Galiote à Poissy, Musée de l'Île-de-France

Sur fleuve, la galiote servait de coche d'eau sur les rivières de France, entre le XVIIe et le XIXe siècle.
Au début du XIXe siècle un coche d'eau, la Galiote, reliait Rolleboise à Poissy. Elle transportait indifféremment voyageurs et marchandises et était très utilisée. Elle contenait 89 places, dont 40 dans son salon. Elle était attelée à 4 chevaux qui étaient changés au relais établi à Rangiport, un hameau de Gargenville. Un arrêté préfectoral  en date du 13 mai 1809 « Départ de Rolleboise à 8 heures du soir arrivée à Poissy le lendemain à 5 heures du matin ». Pour l'aller, 9 heures étaient nécessaires pour accomplir le trajet mais 5 heures suffisaient pour le retour. Cette différence était due au courant qu'il fallait remonter, à l'obscurité de la nuit et au mauvais entretien du chemin de halage.
Un type de galiote appelé scute remontait la Loire jusqu'aux Ponts-de-Cé pour transporter les vins d'Anjou.

## Autres
Dans les années 1980, la galiote est le nom d'un modèle de bateau d'initiation à la croisière très utilisé par le centre nautique des Glénans. Ses caractéristiques sont les suivantes :
- architecte : J. M. Finot ;
- gréement : sloop ;
- longueur : 8,30 m ;
- bau : 2,85 m ;
- tirant d'eau : 1,35 m ;
- coque : aluminium.